# Eugene Trivizas
Eugene Trivizas (in greco Eυγένιος Τριβιζάς?, Evgénios Trivizás) (Atene, 8 settembre 1946) è un sociologo e scrittore greco, autore di letteratura per l'infanzia. Per il suo importante contributo come scrittore per bambini, Trivizas è stato finalista per il premio biennale-internazionale Hans Christian Andersen nel 2006.

## Biografia
Nato ad Atene, ha conseguito la laurea in Giurisprudenza (Ll.B.) presso l'Università di Atene nel 1969. In seguito (1972), ha superato gli esami dell'Ordine degli avvocati di Atene, e nello stesso anno è stato nominato avvocato presso lo stesso ordine. Nel 1973 ha conseguito la laurea triennale in Scienze politiche ed Economia presso l'Università di Atene e l'anno successivo (1974) ha conseguito la magistrale in Diritto Penale comparato e procedura (Ll.M.) presso l'Università di Londra (University College) e un diploma in Diritto marittimo presso il Politecnico di Londra (Guildhall University-City of London Polytechnic). Nel 1977 è stato nominato membro del seminario di Salisburgo in studi americani e nel 1979 ha conseguito il dottorato di ricerca in Criminologia presso l'Università di Londra (London School of Economics and Political Science, Law Department).